# Łamana zwyczajna
Łamana zwyczajna – łamana, której dwa kolejne odcinki (boki) nie leżą na jednej prostej oraz żaden punkt tej łamanej nie należy do więcej niż dwóch odcinków (jej niekolejne boki nie mają punktów wspólnych).